# Списак генерала и адмирала ЈНА: Ш
Списак генерала и адмирала Југословенске народне армије (ЈНА) чије презиме почиње на слово Ш, за остале генерале и адмирале погледајте Списак генерала и адмирала ЈНА.
- Милан Шакић (1915—1971) генерал-пуковник. Активна служба у ЈНА престала му је 1959. године. Народни херој.[2]
- Зарија Шалетић (1923—2007) генерал-мајор. Активна служба у ЈНА престала му је 1981. године.[2]
- Џемил Шарац (1921—2002) генерал-пуковник. Активна служба у ЈНА престала му је 1981. године.[3]
- Тихомир Шарески (1921—2004) генерал-пуковник. Активна служба у ЈНА престала му је 1981. године.[3]
- Мићо Шаулић (1929—1997) генерал-мајор. Активна служба у ЈНА престала му је 1988. године.
- Драгутин Шафранић (1926) генерал-мајор. Активна служба у ЈНА престала му је 1976. године.[2]
- Јефто Шашић (1917—1998) генерал-пуковник. Активна служба у ЈНА престала му је 1977. године. Народни херој.[3]
- Душан Швара (1918) генерал-потпуковник. Активна служба у ЈНА престала му је 1970. године.[4]
- Буде Шевер (1925—2013) генерал-мајор финансијске службе. Активна служба у ЈНА престала му је 1981. године.[5]
- Божидар Шево (1918—2006) генерал-потпуковник. Активна служба у ЈНА престала му је 1976. године.[5]
- Јоже Шеме (1916—1998) генерал-мајор. Активна служба у ЈНА престала му је 1972. године.[3]
- Мехмед Шеремет (1920—1998) генерал-мајор авијације. Активна служба у ЈНА престала му је 1970. године.[6]
- Фердо Шетрајчич (1916—2002) генерал-мајор. Активна служба у ЈНА престала му је 1968. године.[5]
- Иван Шибл (1917—1989) генерал-потпуковник. Активна служба у ЈНА престала му је 1953. године. Народни херој.
- Бошко Шиљеговић (1915—1990) генерал-пуковник. Активна служба у ЈНА престала му је 1963. године. Народни херој.[5]
- Милош Шиљеговић (1909—1952) генерал-мајор.[5]
- Петар Шимић (1932—1990) адмирал.[5]
- Зарије Шкеровић (1914—1999) генерал-потпуковник. Активна служба у ЈНА престала му је 1972. године.[5]
- Бранко Шковрљ (1915) генерал-мајор. Активна служба у ЈНА престала му је 1973. године.[5]
- Антоније Шкокљев (1923—2018) санитетски генерал-мајор. Активна служба у ЈНА престала му је 1986. године.
- Драгољуб Шкондрић (1914) генерал-мајор. Активна служба у ЈНА престала му је 1967. године.[5]
- Јосип Шкорпик (1892—1973) генерал-потпуковник. Активна служба у ЈНА престала му је 1955. године.[5]
- Бошко Шкрбовић (1919) генерал-потпуковник. Активна служба у ЈНА престала му је 1978. године.[5]
- Грацијан Шкрк (1925) генерал-мајор. Активна служба у ЈНА престала му је 1981. године.[5]
- Владан Шљивић (1935) генерал-пуковник.
- Драган Шобот (1923—1995) генерал-мајор авијације. Активна служба у ЈНА престала му је 1978. године.[7]
- Видо Шошкић (1913—1992) генерал-мајор. Активна служба у ЈНА престала му је 1966. године.[7]
- Мартин Шпегељ (1927—2014) генерал-пуковник. Активна служба у ЈНА престала му је 1989. године.[8][б]
- Стјепан Штајнер (1915—2006) генерал-мајор. Активна служба у ЈНА престала му је 1976. године.[8]
- Иван Штимац (1934—2018) генерал-мајор. Активна служба у ЈНА престала му је 1991. године.
- Драго Шток (1929) виде-адмирал.[8]
- Јован Штоковац (1922—1992) генерал-пуковник. Активна служба у ЈНА престала му је 1980. године. Народни херој.[8]
- Владимир Шћекић (1917—2004) генерал-пуковник. Активна служба у ЈНА престала му је 1977. године. Народни херој.[3]
- Радомир Шћепановић (1920—1994) генерал-мајор. Активна служба у ЈНА престала му је 1976. године.[3]
- Предраг Шуловић (1937—1989) генерал-мајор.
- Милош Шумоња (1918—2006) генерал-пуковник. Активна служба у ЈНА престала му је 1978. године. Народни херој.[9][в]
- Јован Шупић (1934—1994) генерал-мајор.[г]
- Динко Шуркало (1920—2010) контра-адмирал. Активна служба у ЈНА престала му је 1970. године. Народни херој.[9]
- Анте Шућур (1920—2005) генерал-мајор авијације. Активна служба у ЈНА престала му је 1974. године.[9]
- Павел Шуц (1925—2001) генерал-потпуковник. Активна служба у ЈНА престала му је 1980. године.[9]
- Војислав Шушњар (1928) генерал-мајор. Активна служба у ЈНА престала му је 1988. године.
- Јанко Шушњар (1921—1988) генерал-пуковник. Активна служба у ЈНА престала му је 1981. године.[9]